# Eosinofilie
Eosinofilie je označení pro stav, kdy je v krvi člověka či zvířete zvýšený počet eosinofilů oproti fyziologickému normálu. Eosinofily neboli eosinofilní granulocyty jsou typ bílých krvinek. Normální počet eosinofilních granulocytů v 1 litru krve je od 0 do 0,5×109.
Zjišťování počtu eosinofilů je běžnou součástí hematologického vyšetření krve. Jedná se tedy o jeden z významných hematologických parametrů. Eosinofilie je charakteristická při alergiích a parazitárních infekcích.